# 周哲宇 (乒乓球运动员)
周哲宇（英語：Clarence Chew，1995年12月27日—）是新加坡乒乓球运动员。代表新加坡参加了2020年东京夏季奥运会。
2020年奥运会上，周哲宇参加乒乓球男子单打项目。第一轮击败了塞内加尔的选手迪奥，第二轮输给了奥地利的32号种子选手哈比松。

## 体育生涯

### 2020年东京夏季奥运会
男子单打
| 日期    | 项目   | 结果 | 对手             | 比分 | 各局比分 | 各局比分 | 各局比分 | 各局比分 | 各局比分 | 各局比分 | 各局比分 |
| 7月24日 | 第一轮 | 胜   | 迪奥（塞内加尔） | 4-2  | 11-4     | 4-11     | 11-3     | 13-11    | 3-11     | 12-10    |          |
| 7月25日 | 第二轮 | 负   | 哈比松（奥地利） | 1-4  | 7-11     | 9-11     | 8-11     | 11-6     | 10-12    | -        |          |